# Diocesi di Terni-Narni-Amelia

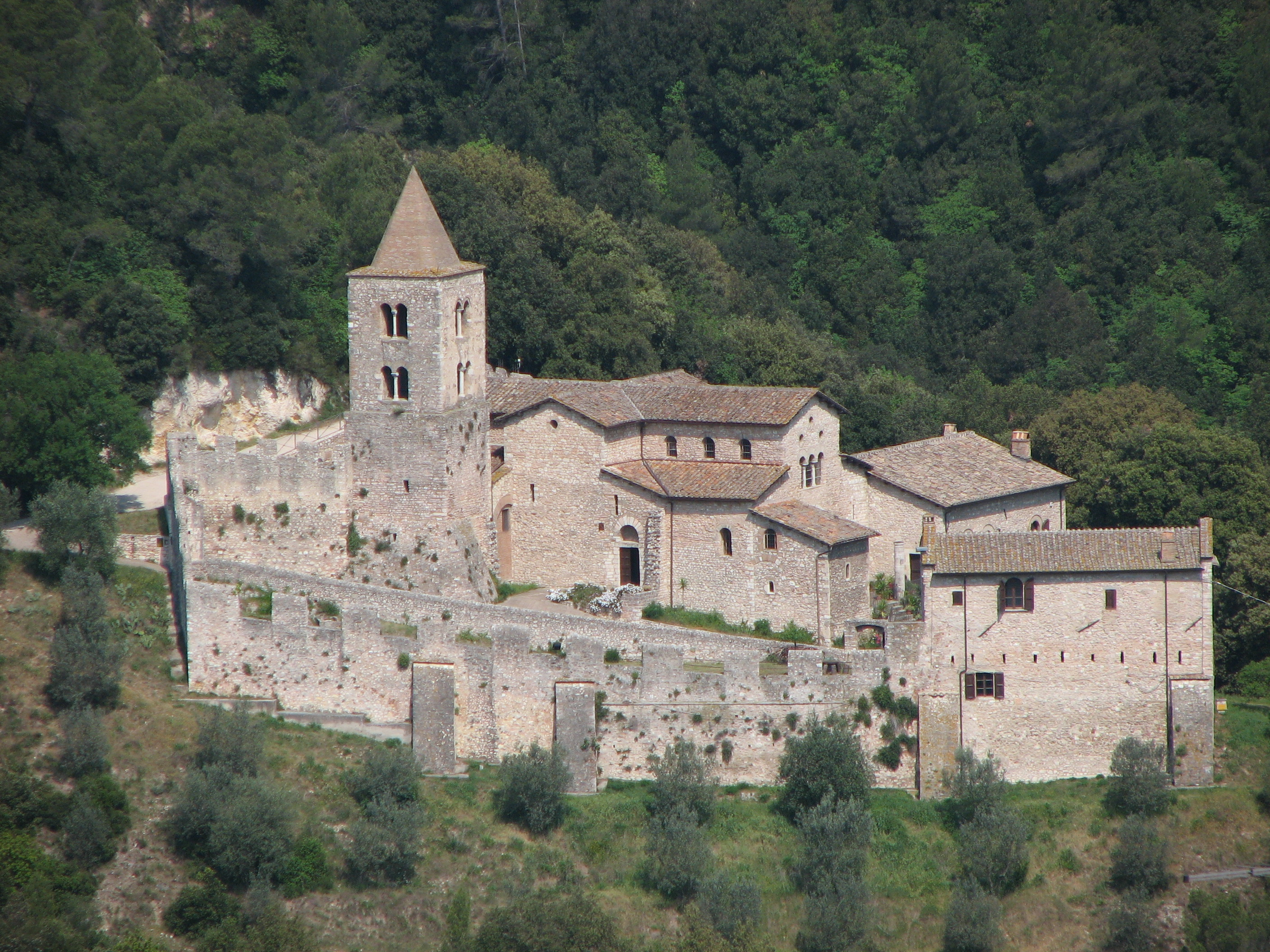
L'ex abbazia di san Cassiano, nei pressi di Narni, documentata a partire dal X secolo.

La diocesi di Terni-Narni-Amelia (in latino Dioecesis Interamnensis-Narniensis-Amerina) è una sede della Chiesa cattolica in Italia immediatamente soggetta alla Santa Sede appartenente alla regione ecclesiastica Umbria. Nel 2023 contava 150.000 battezzati su 161.000 abitanti. È retta dal vescovo Francesco Antonio Soddu.

## Territorio
La diocesi comprende parte della provincia di Terni in Umbria e una piccola porzione della provincia di Rieti nel Lazio:
- in provincia di Terni, comprende i comuni di Alviano, Amelia, Attigliano, Calvi dell'Umbria (eccetto la frazione di Santa Maria della Neve[2]), Giove, Guardea, Lugnano in Teverina, Narni, Otricoli, Penna in Teverina, San Gemini, Stroncone e gran parte di quello di Terni[3];
- in provincia di Rieti, i comuni di Configni e Vacone, e la frazione di Rocchette nel comune di Torri in Sabina[4].

Sede vescovile è la città di Terni, dove si trova la cattedrale di Santa Maria Assunta. A Narni sorge la concattedrale di San Giovenale, mentre ad Amelia si trova la concattedrale di Santa Firmina.

### Parrocchie e foranie
Il territorio si estende su 871 km² ed è suddiviso in 82 parrocchie, raggruppate in 6 foranie.

## Storia
L'attuale diocesi è il frutto della piena unione di tre antiche diocesi umbre, che da sempre furono immediatamente soggette alla Santa Sede, privilegio che la diocesi conserva ancora oggi.

### Terni
Secondo la tradizione, la fede cristiana fu predicata a Terni da san Brizio, inviato in Umbria dall'apostolo san Pietro. In realtà, come afferma lo storico Pompeo de Angelis, gli albori del cristianesimo ternano sono avvolti dalla nebbia del tempo e dalla mancanza di documenti, benché l'agiografia, quale si sviluppa in epoca longobarda e franca, racconti di un cammino favoloso, disseminato di martiri e di vescovi eroici.
La diocesi di Terni sarebbe stata eretta nel II secolo e la sua fondazione è legata a due figure leggendarie: san Pellegrino, decapitato secondo il Baronio il 16 maggio 142, e sant'Antimo, trasferito alla Chiesa di Spoleto nel 165. Alle origini della Chiesa ternana è da collocarsi la controversa figura del vescovo san Valentino, vissuto nel III o nel IV secolo.
Tra i successivi vescovi riportati dai cataloghi ternani nei primi sei secoli dell'era cristiana, pochi sono quelli storicamente attestati da fonti coeve. Omobono è documentato da un'epigrafe, che non riporta tuttavia elementi che aiutino ad inquadrare cronologicamente questo vescovo ternano. Pretestato prese parte al sinodo romano indetto da papa Ilario nel 465. Felice prese parte ai concili simmachiani del 23 ottobre e del 6 novembre, attribuiti da Theodor Mommsen rispettivamente al 501 e al 502.
Nel novembre del 598 Gregorio Magno scrisse al vescovo Costanzo di Narni, già visitatore della Chiesa ternana, incaricandolo dell'amministrazione e di tutte le responsabilità pastorali di questa Chiesa, ormai talmente spopolata da rendere impossibile la nomina di un vescovo; in particolare il pontefice diede a Costanzo il permesso di utilizzare le entrate della Chiesa di Terni per ripararne le chiese e per il mantenimento del suo clero; inoltre il vescovo narnese doveva redigere un inventario dei beni della Chiesa ternana da far pervenire a Roma.
Dopo queste decisioni di papa Gregorio I, non si hanno più notizie sulla diocesi di Terni, che rimase amministrata dai vescovi di Narni fino alla prima metà dell'VIII secolo, quando sono noti altri due vescovi ternani, Costantino attorno al 730 e Spes attorno al 742. «Poi, probabilmente prima del quarto-quinto decennio del IX secolo, la diocesi di Terni è divisa tra quelle di Narni e di Spoleto, giungendo così a compimento quel processo di decadenza che aveva preso avvio durante la guerra greco-gotica».
Verso la fine del XII secolo la città di Terni, da tempo emancipatasi dal duca di Spoleto, entrò nell'orbita dello Stato Pontificio e fece richiesta esplicita al papa di avere un proprio vescovo, sulla scia di quanto era avvenuto a Viterbo. Le istanze degli abitanti di Terni, malgrado l'opposizione del vescovo Benedetto di Spoleto, trovarono una definitiva risposta nella bolla Venerabili fratri di papa Onorio III del 13 gennaio 1218, con la quale il pontefice restaurò la diocesi ternana; in bolle successive il pontefice nominò il nuovo vescovo, Rainerio, già priore del capitolo dei canonici della cattedrale di Terni, e restaurò l'antico territorio diocesano, costituito da 22 pievi compresa quella di San Valentino, dove si trovavano le reliquie del protovescovo ternano.
Secondo alcune ricostruzioni topografiche, la diocesi di Terni, tra la fine del XIII secolo e il XIV secolo, era la più piccola dell'Umbria, estendendosi su un territorio di circa 104 km², comprendendo un totale di 30 chiese, di cui 16 nei centri urbani e 14 nei centri rurali.
Nel 1467 fra Fortunato Coppoli da Perugia, dei Frati minori dell'Osservanza, fondò a Terni il Monte di Pietà.
Dopo aver partecipato al concilio di Trento, il vescovo Muzio Calini (1566-1570) avviò un programma di riforma della Chiesa ternana incentrato sulla celebrazione del sinodo diocesano nel 1567. Nel Seicento i vescovi dibatterono sull'opportunità di avere un numero elevato di parrocchie, che a Terni erano 15 nel 1609, ridotte a 11 nel 1661. In questo stesso anno sono registrati nel territorio diocesano 96 tra sacerdoti e chierici per poco meno di 7.000 abitanti.
Nel 1653 il vescovo Francesco Angelo Rapaccioli (1646-1656) fondò il seminario vescovile. Il numero dei seminaristi tuttavia non fu mai molto elevato. Se ne registrano 8 nel 1661 e solo 15 nel 1781.
Per il suo rifiuto di prestare il giuramento di fedeltà al governo francese, il vescovo Carlo Benigni (1796-1822) venne esiliato in Francia.
Il 25 luglio 1952, con la lettera apostolica Quae Mater, papa Pio XII proclamò la Beata Maria Vergine della Misericordia patrona principale della diocesi assieme a san Valentino.

### Narni

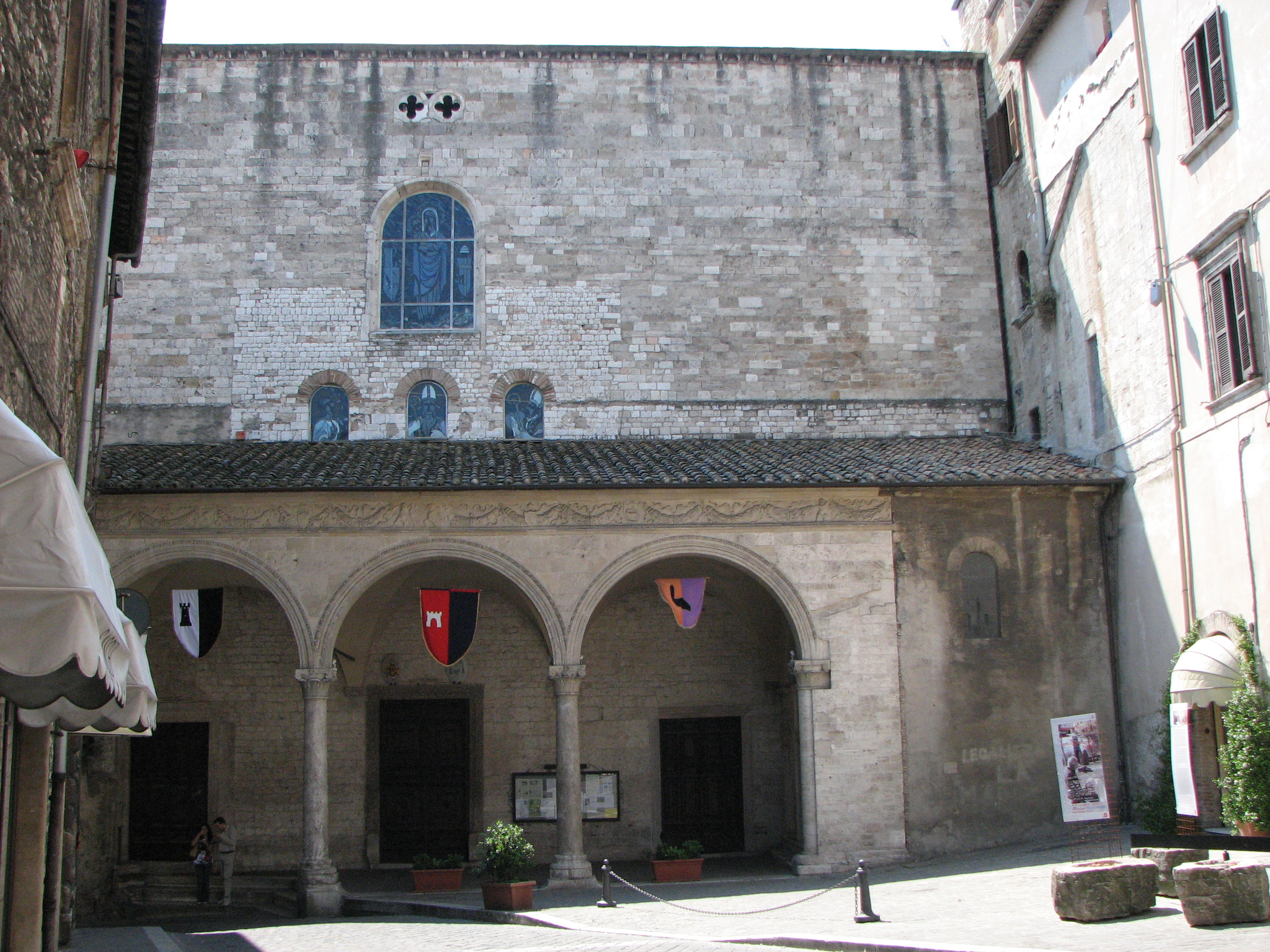
Esterno della concattedrale di Narni.

La diocesi di Narni risale al IV secolo e la sua fondazione è legata alla figura del protovescovo san Giovenale, che, secondo una leggendaria biografia scritta dopo il VII secolo, sarebbe stato consacrato vescovo nel 359 e sarebbe morto il 7 agosto 376.
Dei successivi vescovi ricordati dai cataloghi della Chiesa locale, non tutti sono storicamente documentati. Di Pancrazio II è noto l'epitaffio, che data la sua morte al 5 ottobre 493; Pancrazio era fratello del vescovo Ercole, forse della diocesi di Otricoli, e figlio di un altro vescovo di nome Pancrazio, di sede ignota. Incerta è la sede del vescovo Vitaliano, che prese parte al sinodo romano del 499; potrebbe essere vescovo Narniensis ma anche Arniensis, ossia della diocesi di Arna. Di Cassio è noto l'epitaffio, da cui si deduce che fu vescovo di Narni dal 536 a giugno 558. Lo stesso anno due lettere di papa Pelagio I menzionano il suo successore, Giovanni I.
Nel settembre 591 Gregorio Magno scrisse una lettera al vescovo narnese Preiectizio, invitandolo ad impegnarsi a fondo per la conversione dei pagani e degli eretici. Lo stesso pontefice, in un'epoca sconosciuta, affidò al vescovo Costanzo (o Costantino) il compito di visitatore della Chiesa di Terni, mentre nel novembre 598 lo stesso vescovo ricevette l'incarico ufficiale di amministratore e responsabile pastorale della Chiesa ternana, ormai troppo spopolata per consacrarvi un vescovo.
Contestualmente all'affidamento ai vescovi narnesi della diocesi di Terni, tra VI e VII secolo fu soppressa la diocesi di Otricoli ed il suo territorio annesso a quello di Narni. Probabilmente poco prima della metà del IX secolo la diocesi di Terni fu definitivamente soppressa ed il suo territorio diviso fra le diocesi di Narni e di Spoleto.
Tra le figure di maggior spicco della Chiesa di Narni di fine I millennio risalta quella del vescovo Giovanni II (961-965), appartenente allo strato più alto della nobiltà romana, bibliotecario della Chiesa romana, che venne eletto papa il 1º ottobre 965 con il nome di Giovanni XIII.
Ricerche archeologiche ritengono che la primitiva cattedrale diocesana corrispondeva all'odierna chiesa di San Domenico e che solo nell'XI/XII secolo il sacello di san Giovenale venne trasformato per essere trasformato nella nuova cattedrale cittadina, consacrata il 27 febbraio 1145 alla presenza di papa Eugenio III.
Nel 1218 venne ricostituita la diocesi di Terni con cessione di territorio da parte di Narni.
Secondo alcune ricostruzioni topografiche, la diocesi di Narni risulta essere, tra la fine del XIII secolo e il XIV secolo, relativamente piccola, estendendosi su un territorio di circa 398 km², comprendendo un totale di 64 chiese, di cui 19 nei centri urbani e 45 nei centri rurali.
L'azione riformatrice post-tridentina nella diocesi di Narni fu piuttosto tardiva e fu attuata da alcuni vescovi riformatori solo a partire dal primo Seicento. Nel 1625 Giovanni Battista Bonetti (1606-1632) indisse il primo sinodo diocesano di riforma; Giovanni Paolo Buccerelli (1634-1656) rilanciò il culto verso san Giovenale, dopo il ritrovamento delle sue reliquie (1642), e avviò la costruzione della cripta della cattedrale; a Raimondo Castelli (1656-1670) si deve invece l'istituzione del seminario vescovile nel 1658.
Nel 1714 sorse il santuario della Madonna del Ponte, che divenne ben presto uno dei principali luoghi di culto e di devozione nel narnese, grazie soprattutto all'opera di rilancio del santuario attuata dal vescovo Nicola Terzago (1725-1761).
Nel 1841 la diocesi si ingrandì con le parrocchie di Vacone e di Rocchette (nel comune di Torri) cedute dalla diocesi di Sabina.
Il 12 settembre 1954, con la lettera apostolica Viam vitae, papa Pio XII proclamò la Beata Maria Vergine, venerata con il titolo di "Madonna del Ponte", compatrona della città e della diocesi accanto a san Giovenale.
Nel 1976 la parrocchia di Sant'Eleuterio di Moggio Reatino, frazione-exclave di Rieti, passò alla diocesi di Rieti.
Al momento dell'unione con Terni e Amelia, la diocesi di Narni comprendeva i comuni di Calvi dell'Umbria (eccetto la frazione di Santa Maria della Neve), Configni, Narni, Otricoli, San Gemini, Stroncone e Vacone, e le frazioni di Rocchette (Torri in Sabina) e di Collescipoli (Terni).

### Amelia

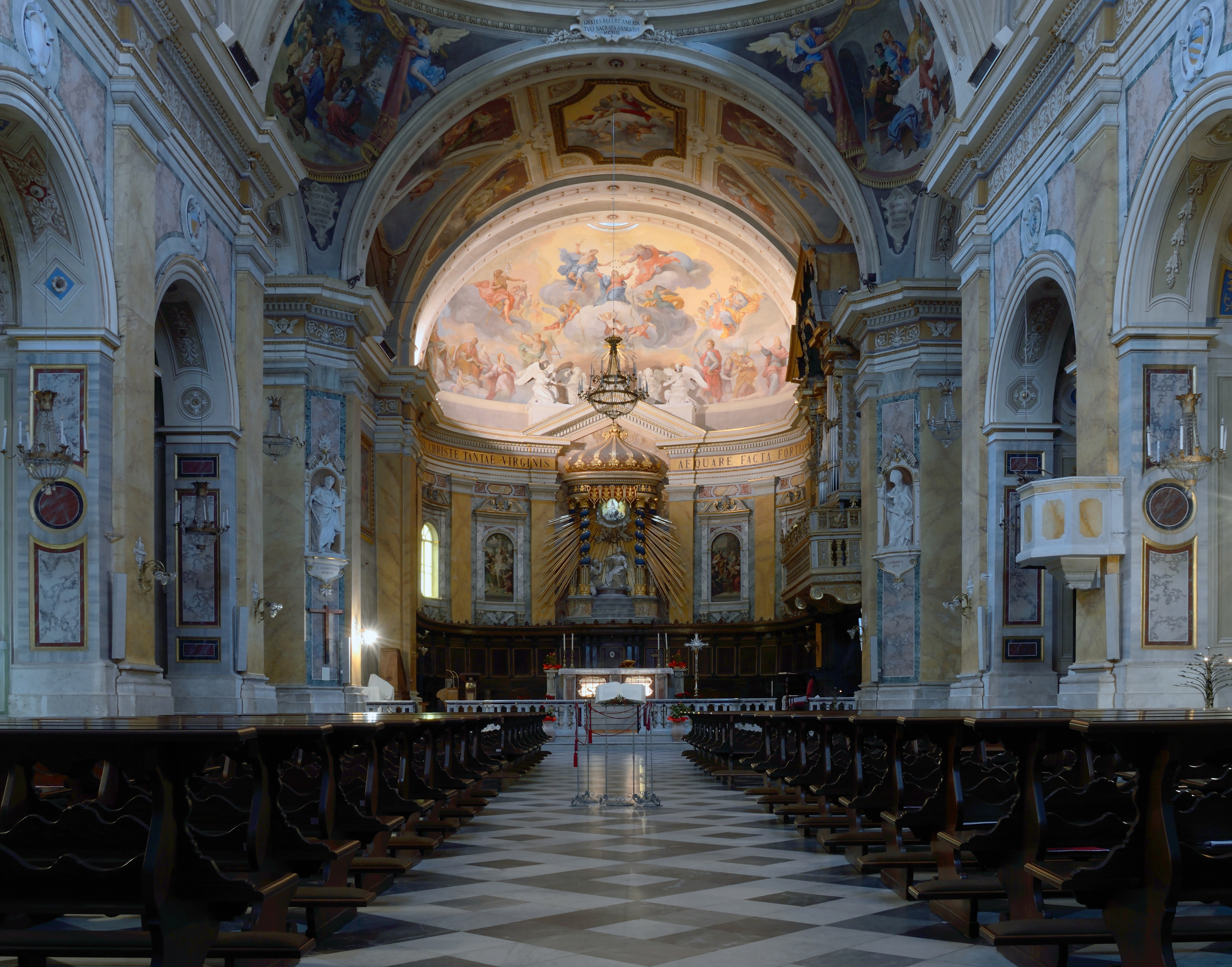
Interno del duomo di Amelia, concattedrale della diocesi.

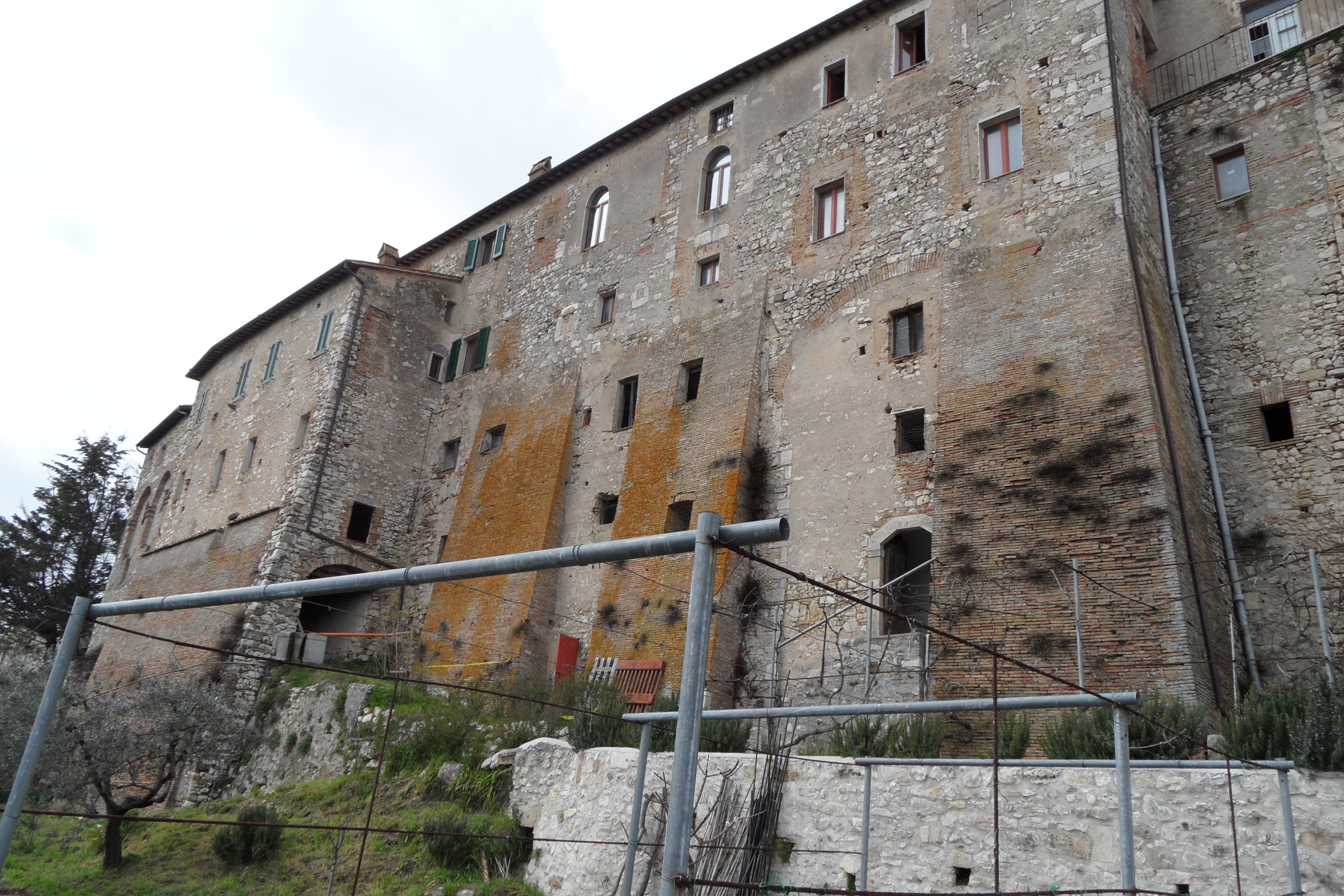
L'ex palazzo vescovile di Amelia.

La diocesi di Amelia fu eretta nel V secolo. Il primo vescovo riportato dai cataloghi amerini è Stefano, menzionato attorno al 420, la cui esistenza "non è confortata da alcuna prova" (Lanzoni). Primo vescovo documentato è Ilario, presente al sinodo romano del 465. Altri vescovi amerini presero parte ai concili romani dei primi secoli, Marciano nel 487, Sallustio nel 499 e nel 502, Adeodato nel 649, Teodoro nel 680, e altri ancora nell'VIII e nel IX secolo, segno di una continuativa presenza dell'istituzione ecclesiastica nel corso dell'alto medioevo.
Durante l'episcopato del vescovo Pasquale (seconda metà del IX secolo) è attribuito il rinvenimento delle reliquie di santa Fermina, patrona della diocesi. Nel 1158 avvenne la loro solenne traslazione nella cattedrale, che da questo momento sarà dedicata alla santa patrona, in sostituzione del precedente titolo di San Lorenzo.
Secondo alcune ricostruzioni topografiche, la diocesi di Amelia risulta essere, tra la fine del XIII secolo e il XIV secolo, la più piccola dell'Umbria dopo quella di Terni, estendendosi su un territorio di circa 258 km², comprendendo un totale di 27 chiese, di cui 9 nei centri urbani e 18 nei centri rurali.
Nel 1470 fra Fortunato Coppoli da Perugia, dei Frati Minori dell'Osservanza, fondò ad Amelia il Monte di Pietà.
Nella diocesi amerina la riforma voluta dal concilio di Trento venne introdotta tardivamente. Dopo i primi tentativi del vescovo Giovanni Antonio Lazzari, fu Antonio Maria Graziani (1592-1611) a dare la svolta decisiva all'azione riformatrice tridentina a partire dalla celebrazione del sinodo del 1595. Nonostante le sue numerose assenze per impegni diplomatici, questo vescovo si impegnò in un'azione riformatrice «che si concentrò sul disciplinamento del clero, attraverso riunioni mensili dei parroci della città e della diocesi, nonché sull'adeguamento dei luoghi sacri e delle suppellettili alle regole tridentine; istituì la prebenda penitenziale in cattedrale, definì il calendario diocesano, con l'inserimento delle feste dei santi patroni, dotò la cattedrale e le chiese parrocchiali di nuove acquasantiere, di nuovi tabernacoli e di nuovi paramenti liturgici.» Secondo la visita apostolica del 1574, la diocesi comprendeva 20 parrocchie per 15 centri abitati.
Al vescovo Gaudenzio Poli († 1679) si deve la ricostruzione della cattedrale diocesana distrutta da un incendio nel 1629. Tra XVII e XVIII secolo la diocesi fu retta per oltre trent'anni dal vescovo Giuseppe Crispino (69-1721), esponente del rigorismo nell'applicazione dei decreti tridentini; indisse un sinodo, compì numerose visite pastorali, «promosse varie pratiche devozionali volte a larghe fasce della popolazione, muovendosi tra i modelli di san Carlo Borromeo e san Filippo Neri.
L'8 dicembre 1788 il vescovo Carlo Fabi istituì il seminario. Durante il periodo napoleonico, per la sua opposizione alle truppe francesi, fu trasportato in catene a Roma, dove morì in carcere nel 1798. Fortunato Maria Pinchetti (1806-1827) fu invece esiliato in Francia per il suo rifiuto di prestare il giuramento di fedeltà.
Il 30 giugno 1942 il monastero di San Magno di Amelia che era stato fino ad allora soggetto all'abbazia territoriale di San Paolo fuori le mura fu incorporato nella diocesi di Amelia in virtù del decreto In civitate Amerina della Congregazione Concistoriale.
Al momento dell'unione con Terni e Narni, la diocesi di Amelia si estendeva sui comuni e le frazioni di Alviano, Amelia, Attigliano, Giove, Guardea, Lugnano e Penna in Teverina. Questo territorio era rimasto pressoché invariato nel corso dei secoli precedenti.

### Terni-Narni-Amelia
Le diocesi di Terni e Narni vengono unite aeque principaliter con la bolla Cogitantibus Nobis di papa Pio X il 12 aprile 1907.
A partire dal 1966 Amelia non ebbe più vescovi e la diocesi fu data in amministrazione apostolica ai vescovi di Terni e Narni.
Il 14 settembre 1983 le diocesi di Terni, Narni e Amelia vengono unite aeque principaliter con la bolla Quoniam ipsum di papa Giovanni Paolo II. Lo stesso giorno Franco Gualdrini viene nominato vescovo delle tre diocesi.
Il 30 settembre 1986, con il decreto Instantibus votis della Congregazione per i Vescovi, le tre sedi sono state pienamente unite e la nuova diocesi ha assunto il nome attuale.
Il 29 giugno 1992 la diocesi acquisì la parrocchia di San Liberato, frazione di Narni, dalla diocesi di Civita Castellana.
Nel 2005 è stato inaugurato il Museo diocesano e capitolare di Terni.

## Cronotassi dei vescovi
Si omettono i periodi di sede vacante non superiori ai 2 anni o non storicamente accertati.

### Vescovi di Terni
- San Pellegrino I ? † (138 - 16 maggio 142 deceduto)[32]
- Sant'Antimo ? † (145 o 156 - 165 nominato vescovo di Spoleto)[33]
- San Procolo I ? † (304 - 310 deceduto)[34]
- San Volusiano ? † (310 - circa 330 deceduto)
- San Siro I ? † (circa 340 - circa 345 deceduto)
- San Valentino I † (14 febbraio 347 deceduto)[35]
- Antemio ? † (circa 400 - 430 deceduto)[36]
- Aleonio ? † (430 - 436 deceduto)[36]
- Omobono † (436 - 465 deceduto ?)[37]
- Pretestato † (menzionato nel 465)[38]
- Costantino I ? † (467 - 469 deceduto)[39]
- Pietro ? † (469 - 499 deceduto)[36]
- San Felice † (prima del 501 - dopo il 502)[40]
- San Valentino II ? † (520 - 533 deceduto)[41]
- San Procolo II ? † (533 - 542 dimesso)
- San Siro II ? † (542 - 554 deceduto)
- San Valentino III ? † (554 - 558 deceduto)
  - Sede unita a Narni (VI-VIII secolo)
- Costantino II † (menzionato nel 730 circa)[10]
- Spes † (menzionato nel 742 circa)[10][42]
  - Sede soppressa (metà IX secolo-1218)[10]
- Rainerio † (gennaio o febbraio 1218 - 1253 deceduto)
- Filippo † (19 dicembre 1253 - 1276 deceduto)
- Pietro Saraceni, O.P. † (10 settembre 1276 - 25 febbraio 1286 nominato vescovo di Monopoli)
- Tommaso, O.E.S.A. † (1286 - 1296 deceduto)
- Rinaldo Trinci, O.F.M. † (1296 - 1297 deceduto)
- Pellegrino II † (1297 - 1298 deposto)
- Masseo † (26 gennaio 1299 - 1316 deceduto)
- Andrea † (7 settembre 1316 - 20 aprile 1319 nominato vescovo di Terracina, Sezze e Priverno)
  - Egidio da Montefalco † (7 maggio 1319 - 1320 deceduto) (vescovo eletto)
- Tommaso dei Tebaldeschi † (6 giugno 1323 - 1359 deceduto)
  - Gregorio Gregori † (1334 - 1359 deceduto) (antivescovo)
- Matteo Grumoli † (12 luglio 1359 - ?)
- Bartolomeo † (circa 1380 - ? deposto)
  - Agostino, O.E.S.A. † (16 dicembre 1383 - 1389 deposto) (antivescovo)
- Francesco † (4 febbraio 1389 - 1406 deceduto)
- Ludovico Mazzancolli † (16 luglio 1406 - 25 luglio 1458 deceduto)
- Francesco Coppini † (19 maggio 1459 - 4 aprile 1463 deposto)
- Ludovico II † (4 aprile 1463 - 7 febbraio 1472 deceduto)
- Francesco Maria Scelloni, O.F.M. † (14 febbraio 1472 - 31 agosto 1472 nominato vescovo di Viterbo)
- Tommaso Vincenzi † (31 agosto 1472 - 29 maggio 1475 nominato vescovo di Pesaro)
- Barnaba Mersoni † (29 maggio 1475 - 1481 deceduto)
- Giovanni Romano, O.P. † (1481 - 1485 deceduto)
- Orso Orsini † (1485 - 1485 deceduto)
- Francesco Maria Scelloni, O.F.M. † (1491 - ? deceduto) (per la seconda volta)[43]
- Giovanni di Fonsalida † (1º ottobre 1494 - 1498 deceduto)
- Francisco Lloris y de Borja † (19 marzo 1498 - 17 aprile 1499 dimesso)
- Ventura Bufalini † (17 aprile 1499 - 15 agosto 1504 deceduto)
  - Francisco Lloris y de Borja † (4 dicembre 1504 - 22 luglio 1506 deceduto) (amministratore apostolico, per la seconda volta)
- Pietro Bodoni † (28 luglio 1506 - 1509 deceduto)
- Luigi d'Apera † (7 settembre 1509 - 1520 deceduto)
  - Pompeo Colonna † (14 maggio 1520 - 5 dicembre 1520 dimesso) (amministratore apostolico)
- Sebastiano Valenti † (5 dicembre 1520 - 1553 deceduto)
- Giovanni Giacomo Barba, O.E.S.A. † (3 luglio 1553 - 1565 deceduto)
- Tommaso Scotti, O.P. † (6 marzo 1566 - 22 maggio 1566 deceduto)
- Muzio Calini † (12 luglio 1566 - aprile 1570 deceduto)
- Bartolomeo Ferri, O.P. † (10 maggio 1570 - gennaio 1581 deceduto)
- Girolamo Petroni † (16 gennaio 1581 - 1591 deceduto)
- Giovanni Antonio Onorati † (20 novembre 1591 - 1606 deceduto)
- Ludovico Ripa † (24 aprile 1606 - 8 settembre 1613 deceduto)
- Clemente Gera † (13 novembre 1613 - 22 maggio 1625 nominato vescovo di Lodi)
- Cosimo Mannucci † (9 giugno 1625 - 21 agosto 1633 deceduto)
  - Francesco Vitelli † (7 giugno 1634 - 11 aprile 1636 dimesso) (amministratore apostolico)
- Ippolito Andreasi, O.S.B. † (11 aprile 1636 - 8 settembre 1646 deceduto)
- Francesco Angelo Rapaccioli † (18 ottobre 1646 - 1656 dimesso)
- Sebastiano Gentili † (29 maggio 1656 - 3 agosto 1667 dimesso)
- Pietro Lanfranconi, O.E.S.A. † (3 agosto 1667 - 6 marzo 1674 deceduto)
- Carlo Bonafaccia † (6 maggio 1675 - 18 ottobre 1683 deceduto)
- Sperello Sperelli † (10 gennaio 1684 - 14 dicembre 1698 dimesso)
- Cesare Sperelli † (19 dicembre 1698 - 11 dicembre 1720 dimesso)
- Teodoro Pungelli † (20 gennaio 1721 - 3 maggio 1748 dimesso)
- Cosimo Pierbenedetti Maculani, C.O. † (6 maggio 1748 - 6 ottobre 1767 deceduto)
- Agostino Felice de' Rossi † (25 gennaio 1768 - 24 settembre 1788 deceduto)
  - Sede vacante (1788-1796)
- Carlo Benigni † (27 giugno 1796 - 12 aprile 1822 deceduto)
- Domenico Armellini † (2 dicembre 1822 - 17 dicembre 1828 deceduto)
- Niccola Mazzoni † (21 maggio 1829 - 11 novembre 1842 deceduto)
- Vincenzo Tizzani, C.R.L. † (3 aprile 1843 - 14 novembre 1848 dimesso)
- Antonio Magrini † (11 dicembre 1848 - 18 marzo 1852 nominato vescovo di Forlì)
- Giuseppe Maria Severa † (12 settembre 1853 - 4 agosto 1870 deceduto)
- Antonio Belli † (27 ottobre 1871 - 2 settembre 1897 dimesso[44])
- Francesco Bacchini † (5 marzo 1898 - 11 dicembre 1905 dimesso[45])
  - Francesco Moretti † (11 dicembre 1905 - 12 aprile 1907 nominato vescovo di Terni e Narni) (amministratore apostolico)

### Vescovi di Narni
- San Giovenale † (359 - 7 agosto 376 deceduto)[46]
- Massimo ? † (376 succeduto - 416 deceduto)[47]
- Pancrazio I ? † (416 - 455 deceduto)[48]
- Ercole (o Erculio) ? † (455 - 470 deceduto)[48]
- Pancrazio II † (? - 5 ottobre 493 deceduto)[49]
- Vitaliano ? † (prima di maggio 495 ? - dopo il 499)[50]
- San Procolo ? † (536 - 536 deceduto)[51]
- San Cassio † (21 settembre o 19 ottobre 536 - 30 giugno 558 deceduto)[52]
- San Giovenale II ? † (558 - 3 maggio 565 deceduto)[53]
- Giovanni I † (menzionato tra settembre e dicembre 558)[54]
- Prejecto (Preiectizio) † (menzionato nel 591)[55]
- Costanzo (o Costantino) † (prima di luglio 595 - dopo il 598)[9]
- Sant'Anastasio † (prima del 649 - 17 agosto 653 ? deceduto)[56]
- Deusdedit † (prima del 679 - dopo il 680)
- Vilaro † (menzionato nel 721)
- Costantino † (menzionato nel 741)[57]
- Ansualdo † (menzionato nel 769)
- Stefano I † (menzionato nell'853)
- Martino I † (prima dell'861 - dopo l'879)[58]
- Bonoso † (prima dell'898 - dopo il 906)[59]
- Giovanni II † (prima del 961 - 1º ottobre 965 eletto papa con il nome di Giovanni XIII)[60]
- Stefano II † (prima del 968 - dopo il 1015)[61]
- Dodone ? † (prima del 1028 - dopo il 1037)[62]
- Martino II ? † (menzionato nel 1050)[63]
- Adalberto (o Alberto) † (prima del 1059 - dopo il 1065)[64]
- Rodolfo † (menzionato nel 1092 circa)[64]
- Agostino † (prima del 1101 - dopo il 1125)[65]
- Anonimo † (menzionato nel 1146)
- Pietro I † (prima del 1156[66] - 2 luglio 1161 nominato vescovo di Spalato)
- Amato † (menzionato nel 1179)
- Bonifacio † (prima di settembre 1180 - dopo il 1196)[67]
- Ugolino ? † (menzionato nel 1208)[67]
- Giovanni III † (28 maggio 1220 - ?)
- Gregorio † (prima di settembre 1225[68] - dopo il 1234[69])
- Jacopo Mansueti † (circa 1242 - circa 1260 deceduto)
- Orlando, O.E.S.A. † (1261 - 1303 deceduto)
- Pietro II, O.E.S.A. † (dicembre 1305 - dopo luglio 1322 deceduto)
- Amanzio o Amatore † (4 novembre 1323 - 1336 deceduto)
- Lino † (17 aprile 1336 - 1342 deceduto)
- Agostino Tinacci, O.E.S.A. † (17 marzo 1343 - 1367 deceduto)
- Guglielmo, O.F.M. † (12 aprile 1367 - 30 marzo 1373 nominato vescovo di Urbino)
- Luca Bertini, C.R.S.A. † (30 marzo 1373 - 2 ottobre 1377 nominato arcivescovo di Siena)
- Giacomo Tolomei † (11 gennaio 1378 - 1383 nominato vescovo di Chiusi)
- Francesco Bellanti † (prima di settembre 1386 - 1407 nominato vescovo di Grosseto)[70]
- Giacomo da Perugia, O.P. † (1407 - 1408 deceduto)
- Angelo † (7 agosto 1408 - 1412 deceduto)
- Donadio † (17 settembre 1414 - 1418 dimesso)
- Giacomo Bonriposi † (31 gennaio 1418 - 1455 deceduto)
- Lelio † (3 settembre 1455 - 1462 ? dimesso)
- Costantino Eroli † (10 dicembre 1462 - 8 gennaio 1472 nominato vescovo di Todi)
- Carlo Boccardini † (8 gennaio 1472 - 1498 deceduto)
- Pietro Gormaz † (4 luglio 1498 - 21 aprile 1515 deceduto)[71]
  - Francesco Soderini † (21 aprile 1515 - 18 maggio 1517 dimesso) (amministratore apostolico)
- Ugolino Martelli † (18 maggio 1517 - 1523 deceduto)
- Carlo Soderini † (1523 - 1524)
  - Paolo Emilio Cesi † (20 maggio 1524 - 1º luglio 1524 dimesso) (amministratore apostolico)
- Bartolomeo Cesi † (1º luglio 1524 - 1537 deceduto)
  - Guido Ascanio Sforza di Santa Fiora † (5 dicembre 1537 - 11 gennaio 1538 dimesso) (amministratore apostolico)
- Giovanni Rinaldi Montorio † (11 gennaio 1538 - 1546 deceduto)
- Pierdonato Cesi † (25 giugno 1546 - 12 luglio 1566 dimesso)[72]
- Romolo Cesi † (12 luglio 1566 - 13 giugno 1578 dimesso)
- Erolo Eroli † (13 giugno 1578 - 13 ottobre 1600 deceduto)
- Giovanni Battista Toschi † (28 maggio 1601 - 31 luglio 1606 nominato vescovo di Tivoli)
- Giovanni Battista Bonetti † (31 luglio 1606 - luglio 1632 deceduto)
- Lorenzo Azzolini † (2 agosto 1632 - novembre 1633[73] deceduto)
- Giovanni Paolo Buccerelli † (22 marzo 1634 - 21 febbraio 1656 deceduto)
- Raimondo Castelli † (26 giugno 1656 - 14 luglio 1670 deceduto)
- Ottavio Avio † (1º settembre 1670 - 9 agosto 1682 deceduto)
- Giuseppe Felice Barlacci † (24 maggio 1683 - 1º maggio 1690 dimesso)
- Francesco Picarelli † (22 maggio 1690 - dicembre 1708 deceduto)
- Francesco Saverio Guicciardi † (15 aprile 1709 - 24 gennaio 1718 nominato vescovo di Cesena)
- Gioachino Maria de' Oldo † (11 febbraio 1718 - 27 gennaio 1725 dimesso[74])
- Nicola Terzago † (29 gennaio 1725 - 31 agosto 1761 deceduto)
- Prospero Celestino Meloni † (23 novembre 1761 - circa 1791 deceduto)
  - Sede vacante (ca. 1791-1796)
- Antonio David † (27 giugno 1796 - 14 giugno 1818 deceduto)
- Antonio Maria Borghi † (2 ottobre 1818 - 8 giugno 1834 deceduto)
- Gioachino Tamburini † (30 settembre 1834 - 22 luglio 1842 nominato vescovo di Cervia)
- Giuseppe Maria Galligari † (22 luglio 1842 - 17 dicembre 1858 dimesso)
- Giacinto Luzi † (23 dicembre 1858 - 9 gennaio 1876 deceduto)
- Vitale Galli † (9 gennaio 1876 succeduto - 12 luglio 1888 deceduto)
- Cesare Boccanera † (11 febbraio 1889 - novembre 1905 dimesso[75])
- Francesco Moretti † (11 dicembre 1905 - 12 aprile 1907 nominato vescovo di Terni e Narni)

### Vescovi di Terni e Narni
- Francesco Moretti † (12 aprile 1907 - 7 marzo 1921 dimesso[76])
- Cesare Boccoleri † (13 giugno 1921 - 28 marzo 1940 nominato arcivescovo di Modena e abate di Nonantola)
- Felice Bonomini † (28 agosto 1940 - 21 novembre 1947 nominato vescovo di Como)
- Giovanni Battista Dal Prà † (6 aprile 1948 - 10 febbraio 1973 dimesso)
- Bartolomeo Santo Quadri † (10 febbraio 1973 - 31 maggio 1983 nominato arcivescovo di Modena e abate di Nonantola)

### Vescovi di Amelia
- Stefano ? † (menzionato nel 420)
- Ilario † (menzionato nel 465)[77]
- Tiburtino ? † (menzionato nel 466)
- Marciano (Martiniano) † (menzionato nel 487)[78]
- Sallustio † (prima del 495 - dopo il 502)[79]
- Sant'Imerio † (menzionato nel 520 circa)
- Adeodato (Deusdedit) † (menzionato nel 649)
- Teodoro † (menzionato nel 680)
- Pietro I † (menzionato nel 721)
- Sinibaldo † (menzionato nel 761)
- Benedetto † (menzionato nell'826)
- Albino † (menzionato nell'853)
- Leone † (menzionato nell'861)
- Pasquale (Pascasio) † (prima dell'868 - dopo l'879)
- Romualdo ? † (fine IX secolo)[80]
- Anonimo (Ortodulfo ?) † (menzionato nel 965 circa)[81]
- Andrea † (all'epoca di papa Giovanni XIII, 965-972)[82]
- Deodato † (menzionato nel 1015)
- Oddo † (menzionato nel 1047 circa)[80]
- Giacomo I † (menzionato nel 1116)
- Gerardo † (prima del 1126 - dopo il 1146)
- Gigone † (menzionato nel 1158)[83]
- Pietro II † (prima del 1179 - dopo il 1189)[84]
- Oberto o Giberto † (menzionato nel 1195)
- Giacomo II † (prima di marzo 1196[85] - dopo il 1217)
- Ottone † (menzionato nel 1225)
- Stefano † (menzionato nel 1233)
- Gualtiero † (26 gennaio 1255 - 25 gennaio 1264 nominato vescovo di Atri e Penne)
- Bartolomeo da Benevento, O.P. † (18 febbraio 1264 - ? dimesso)[86]
- Mauro, O.S.B. † (23 agosto 1286 - dopo il 1300 deceduto)
- Michele † (24 luglio 1321 - 1321 o 1322 deceduto)
- Alamanno de Galgano † (8 gennaio 1322 - 20 marzo 1327 nominato vescovo di Anagni)
- Giovanni Grocei † (4 maggio 1327 - 6 settembre 1328 nominato vescovo di Venafro)
- Manno Tornibelli † (6 settembre 1328 - 1363 deceduto)
- Gerardo Roberti, O.F.M. † (13 novembre 1363 - ? deceduto)
- Francesco † (21 febbraio 1373 - 4 febbraio 1389 nominato vescovo di Terni)
- Corrado da Cloaco † (23 agosto 1390 - 5 dicembre 1392 nominato arcivescovo di Oristano)
- Stefano Bordoni † (3 dicembre 1392 - circa 1410 nominato vescovo di Telese[87]
- Andrea Moriconi, O.E.S.A. † (16 giugno 1410 - 1426 deceduto)[88]
- Filippo Ventorelli † (10 aprile 1426 - 18 dicembre 1442 deceduto)
- Ugolino Nacci, O.E.S.A. † (14 gennaio 1443 - 1444 deceduto)[89]
- Ruggero Mandosi † (6 novembre 1444 - 1484 dimesso)
- Cesare Nacci † (31 marzo 1484 - 1504 deceduto)
- Giustiniano Moriconi † (22 luglio o 26 agosto 1504 - 1523 dimesso)
- Giovanni Domenico Moriconi † (1523 succeduto - 1558 dimesso)
- Baldo Ferratini † (28 novembre 1558 - 1562 dimesso)
- Bartolomeo Ferratini (Jr.) † (9 ottobre 1562 - 1571 dimesso)
- Mariano Vittori † (17 dicembre 1571 - 2 giugno 1572 nominato vescovo di Rieti)
- Giovanni Antonio Lazzari † (9 giugno 1572 - 28 maggio 1591 deceduto)
- Antonio Maria Graziani † (17 febbraio 1592 - 1º aprile 1611 deceduto)
- Antonio Maria Franceschini † (18 marzo 1611 - 25 agosto 1612 deceduto)
- Francesco Cennini de' Salamandri † (1º ottobre 1612 - 2 ottobre 1623 nominato vescovo di Faenza)
- Domenico Pichi † (20 novembre 1623 - 4 maggio 1633 deceduto)
- Torquato Perotti † (20 giugno 1633 - settembre 1642 deceduto)
- Gaudenzio Poli † (23 febbraio 1643 - 28 maggio 1679 deceduto)
- Giuseppe Sallustio Fadulfi † (27 novembre 1679 - 15 gennaio 1685 nominato vescovo di Ascoli Piceno)
- Giovan Battista Antici † (9 aprile 1685 - 17 luglio 1690 deceduto)
- Giuseppe Crispino † (13 novembre 1690 - 12 maggio 1721 deceduto)
- Giovan Battista Renzoli † (16 luglio 1721 - settembre 1743 deceduto)
- Giacomo Filippo Consoli † (2 dicembre 1743 - luglio 1770 deceduto)
- Tommaso Struzzieri, C.P. † (10 settembre 1770 - 18 dicembre 1775 nominato vescovo di Todi)
- Francesco Angelo Jacoboni † (18 dicembre 1775 - 30 agosto 1785 deceduto)
- Carlo Fabi † (26 settembre 1785 - 31 marzo 1798 deceduto)
- Francesco Maria Gazzoli † (11 agosto 1800 - 23 settembre 1805 nominato vescovo di Todi)
- Fortunato Maria Pinchetti † (31 marzo 1806 - 17 dicembre 1827 dimesso)
- Vincenzo Macioti † (23 giugno 1828 - 1º febbraio 1836 nominato vescovo di Ferentino)
- Mariano Brasca Bartocci † (11 luglio 1836 - 12 novembre 1850 dimesso)
- Salvatore Valentini † (17 febbraio 1851 - 2 agosto 1855 deceduto)
- Nicola Pace † (28 settembre 1855 - 6 maggio 1881 dimesso[90])
- Eusebio Magner, O.F.M.Cap. † (13 maggio 1881 - 25 settembre 1882 nominato vescovo di Orvieto)
- Eugenio Clari † (25 settembre 1882 - 16 gennaio 1893 nominato vescovo di Viterbo e Tuscania)
- Vincenzo Giuseppe Veneri † (16 gennaio 1893 - 18 marzo 1906 deceduto)
- Francesco Maria Berti, O.F.M.Conv. † (31 agosto 1907 - 1º luglio 1938 dimesso[91])
- Vincenzo Lojali † (17 agosto 1938 - 14 marzo 1966 deceduto)
  - Sede vacante (1966-1983)

### Vescovi di Terni, Narni e Amelia
- Franco Gualdrini † (14 settembre 1983 - 30 settembre 1986 nominato vescovo di Terni-Narni-Amelia)

### Vescovi di Terni-Narni-Amelia
- Franco Gualdrini † (30 settembre 1986 - 4 marzo 2000 ritirato)
- Vincenzo Paglia (4 marzo 2000 - 26 giugno 2012 nominato presidente del Pontificio consiglio per la famiglia)[92]
- Giuseppe Piemontese, O.F.M.Conv. (16 aprile 2014 - 29 ottobre 2021 ritirato)
- Francesco Antonio Soddu, dal 29 ottobre 2021

## Vescovi oriundi della diocesi
- Giovanni da Amelia (Amelia, 1309 - Genova, 11 gennaio 1386 o dicembre 1385), arcivescovo di Corfù
- Berardo Eroli (Narni, 1409 - Roma, 2 aprile 1479), vescovo di Spoleto, cardinale presbitero di Santa Sabina, camerlengo del Collegio cardinalizio, cardinale vescovo di Sabina e vicario generale per la diocesi di Roma
- Alessandro Geraldini (Amelia, 1455 - Santo Domingo, 1525), vescovo di Vulturara e Montecorvino (1496-1516) e di Santo Domingo (1516-1525)
- Cesare Nacci (Amelia, ? - Bologna, 1504)
- Bartolomeo Ferratini (Amelia, 1534 - Roma, 1º novembre 1606)
- Fantino Petrignani (Amelia, 1539 - Roma, 9 marzo 1600), arcivescovo di Cosenza, prefetto del Palazzo Apostolico, nunzio apostolico nel Regno di Napoli, nunzio apostolico nel Regno di Spagna, presidente della Camera Apostolica, governatore della Marca, del Piceno, di Viterbo, dell'Emilia e di Romagna, commissario generale delle milizie pontificie, abbreviatore referendario e maggiordomo di papa Gregorio XIII
- Luca Antonio Gigli (Terni ? - 1620), vescovo di Alatri (1597-1620)
- Giuseppe Sacripante (Narni, 19 marzo 1642 - Roma, 4 gennaio 1727), cardinale
- Francesco Canali (Terni, 20 ottobre 1764 - Roma, 11 aprile 1835), vescovo di Tivoli (1820-1827)
- Luigi Vannicelli Casoni (Amelia, 16 aprile 1801 - Roma, 21 aprile 1877), vicecamerlengo della Camera Apostolica, cardinale presbitero di San Callisto, cardinale presbitero di Santa Prassede, arcivescovo metropolita di Ferrara e pro-datario della Dataria apostolica

## Santi e beati della diocesi
- Sant'Imerio di Amelia (VI secolo), vescovo, compatrono di Cremona
- Sant'Anastasio di Terni (VII secolo), vescovo
- San Fulgenzio di Otricoli (... - VI secolo), vescovo e martire
- Beata Lucia Broccadelli da Narni (Narni, 13 dicembre 1476 - Ferrara, 15 novembre 1544), mistica domenicana
- Beata Lucia Bufalari da Amelia (XIII secolo), monaca, agostiniana

## Statistiche
La diocesi nel 2023 su una popolazione di 161.000 persone contava 150.000 battezzati, corrispondenti al 93,2% del totale.
| anno                          | popolazione | popolazione | popolazione | presbiteri | presbiteri | presbiteri | presbiteri                | diaconi | religiosi | religiosi | parrocchie |
| anno                          | battezzati  | totale      | %           | numero     | secolari   | regolari   | battezzati per presbitero | diaconi | uomini    | donne     | parrocchie |
| ----------------------------- | ----------- | ----------- | ----------- | ---------- | ---------- | ---------- | ------------------------- | ------- | --------- | --------- | ---------- |
| diocesi di Terni e Narni      |             |             |             |            |            |            |                           |         |           |           |            |
| 1950                          | 104.700     | 105.000     | 99,7        | 106        | 55         | 51         | 987                       |         | 47        | 269       | 61         |
| 1970                          | 132.500     | 133.800     | 99,0        | 110        | 43         | 67         | 1.204                     |         | 75        |           | 65         |
| 1980                          | 142.900     | 144.100     | 99,2        | 92         | 52         | 40         | 1.553                     | 2       | 47        | 150       | 68         |
| diocesi di Amelia             |             |             |             |            |            |            |                           |         |           |           |            |
| 1959                          | 25.000      | 25.000      | 100,0       | 43         | 27         | 16         | 581                       |         | 30        | 104       | 20         |
| 1970                          | ?           | 19.700      | ?           | 34         | 22         | 12         | ?                         |         | 16        | 88        | 20         |
| 1980                          | 19.890      | 19.963      | 99,6        | 30         | 20         | 10         | 663                       |         | 10        | 53        | 21         |
| diocesi di Terni-Narni-Amelia |             |             |             |            |            |            |                           |         |           |           |            |
| 1990                          | 161.400     | 163.423     | 98,8        | 125        | 78         | 47         | 1.291                     | 7       | 54        | 134       | 81         |
| 1999                          | 160.000     | 163.000     | 98,2        | 138        | 94         | 44         | 1.159                     | 11      | 46        | 153       | 81         |
| 2000                          | 160.000     | 163.000     | 98,2        | 138        | 94         | 44         | 1.159                     | 11      | 46        | 153       | 81         |
| 2001                          | 162.000     | 163.400     | 99,1        | 130        | 81         | 49         | 1.246                     | 17      | 50        | 159       | 81         |
| 2002                          | 162.000     | 163.400     | 99,1        | 137        | 95         | 42         | 1.182                     | 17      | 42        | 159       | 81         |
| 2003                          | 162.000     | 163.400     | 99,1        | 130        | 85         | 45         | 1.246                     | 18      | 46        | 121       | 81         |
| 2004                          | 162.000     | 163.400     | 99,1        | 139        | 93         | 46         | 1.165                     | 27      | 47        | 103       | 81         |
| 2010                          | 156.100     | 157.900     | 98,9        | 140        | 96         | 44         | 1.115                     | 24      | 46        | 95        | 82         |
| 2014                          | 161.600     | 169.991     | 95,1        | 128        | 91         | 37         | 1.262                     | 23      | 37        | 81        | 82         |
| 2017                          | 163.900     | 167.000     | 98,1        | 119        | 83         | 36         | 1.377                     | 23      | 36        | 65        | 82         |
| 2020                          | 161.700     | 164.680     | 98,2        | 112        | 74         | 38         | 1.443                     | 22      | 40        | 38        | 82         |
| 2022                          | 150.500     | 161.400     | 93,2        | 120        | 76         | 44         | 1.254                     | 22      | 45        | 73        | 82         |
| 2023                          | 150.000     | 161.000     | 93,2        | 121        | 71         | 50         | 1.239                     | 23      | 51        | 73        | 82         |

### Diocesi di Terni
- Francesco Lanzoni, Le diocesi d'Italia dalle origini al principio del secolo VII (an. 604), vol. I, Faenza, 1927, pp. 404–417
- Giuseppe Cappelletti, Le Chiese d'Italia della loro origine sino ai nostri giorni, vol. IV, Venezia, 1846, pp. 505–539
- Francesco Angeloni, Storia di Terni, (1646) ristampa a cura di P. Manassei, Pisa, 1878 (cronotassi: nota 10, pp. 461-486)
- (LA)  Paul Fridolin Kehr, Italia pontificia, vol. IV, Berolini, 1909, pp. 18–20
- (LA)  Pius Bonifacius Gams, Series episcoporum Ecclesiae Catholicae, Graz, 1957, pp. 730–731
- (LA)  Konrad Eubel, Hierarchia Catholica Medii Aevi, vol. 1, p. 285; vol. 2, pp. XXVI, 168; vol. 3, p. 213; vol. 4, p. 210; vol. 5, pp. 228–229; vol. 6, p. 244

### Diocesi di Narni
- (EN)  La diocesi di Narni su Catholic Hierarchy
- Giuseppe Cappelletti, Le Chiese d'Italia della loro origine sino ai nostri giorni, vol. IV, Venezia, 1846, pp. 541–572
- Giovanni Eroli, Descrizione delle Chiese di Narni e suoi dintorni, Narni, 1898 (cronotassi pp. 137-194)
- Francesco Lanzoni, Le diocesi d'Italia dalle origini al principio del secolo VII (an. 604), vol. I, Faenza, 1927, pp. 402–404
- (LA)  Paul Fridolin Kehr, Italia pontificia, vol. IV, Berolini, 1909, pp. 29–34
- (DE)  Gerhard Schwartz, Die Besetzung der Bistümer Reichsitaliens unter den sächsischen und salischen Kaisern : mit den Listen der Bischöfe, 951-1122, Leipzig-Berlin, 1913, pp. 284-286
- (LA)  Pius Bonifacius Gams, Series episcoporum Ecclesiae Catholicae, Graz, 1957, pp. 707–708
- (LA)  Konrad Eubel, Hierarchia Catholica Medii Aevi, vol. 1, pp. 356–357; vol. 2, pp. XXXII, 199; vol. 3, p. 253; vol. 4, p. 252; vol. 5, p. 280; vol. 6, p. 301

### Diocesi di Amelia
- (EN)  La diocesi di Amelia su Catholic Hierarchy
- Francesco Lanzoni, Le diocesi d'Italia dalle origini al principio del secolo VII (an. 604), vol. I, Faenza, 1927, pp. 417–419
- Giuseppe Cappelletti, Le Chiese d'Italia della loro origine sino ai nostri giorni, vol. V, Venezia, 1846, pp. 195–211
- (LA)  Paul Fridolin Kehr, Italia pontificia, vol. IV, Berolini, 1909, p. 35
- (DE)  Gerhard Schwartz, Die Besetzung der Bistümer Reichsitaliens unter den sächsischen und salischen Kaisern : mit den Listen der Bischöfe, 951-1122, Leipzig-Berlin, 1913, pp. 278-279
- (FR)  J. Fraikin, v. Amelia, in Dictionnaire d'Histoire et de Géographie ecclésiastiques, vol. II, Paris, 1914, coll. 1177-1180
- (LA)  Pius Bonifacius Gams, Series episcoporum Ecclesiae Catholicae, Graz, 1957, pp. 690–692
- (LA)  Konrad Eubel, Hierarchia Catholica Medii Aevi, vol. 1, pp. 85–86; vol. 2, p. 86; vol. 3, p. 106; vol. 4, p. 81; vol. 5, p. 81; vol. 6, p. 79
- (LA)  Decreto In civitate Amerina, AAS 34 (1942), p. 296